# 南和彰
南 和彰（みなみ かずあき、1981年8月27日 - ）は、兵庫県川西市出身の元プロ野球選手（投手）。右投右打。現在は埼玉西武ライオンズの打撃投手を務める。

## 経歴
小学校3年生の時に陽明レッドコメッツで野球を始めた後に、神港学園高校へ進学。同校では、2年生の春からエースになった。2年生秋・3年生春の兵庫県大会はいずれもベスト4、3年生夏の県大会はベスト8にまでチームを導いている。
福井工業大学への進学後には、北陸大学野球1部リーグで、公式戦24連勝を含む通算32勝を記録。1試合19奪三振の快投を見せたこともあった。大学選手権では1年から登板して、3年時は初戦完投。リーグ通算成績は32勝4敗、最優秀選手1回、敢闘賞2回、ベストナイン3回。
2003年のドラフト会議で読売ジャイアンツから8巡目指名を受けて入団した。

### プロ入り後
巨人では、1年目の2004年に、一軍公式戦2試合に登板。10月10日の阪神タイガース戦（阪神甲子園球場）では、この試合で現役を引退した阪神の八木裕から代打で現役最後の安打を許した。
2005年以降は一軍公式戦への登板機会がなく、2006年のシーズン終了後に球団から戦力外を通告された。
巨人からの退団後も現役続行を望んだことから、2007年には、アメリカに渡って数球団のトライアウトを受験。その結果、独立リーグ・ノーザンリーグのカルガリー・ヴァイパーズに入団した。同リーグでは、公式戦24試合にの登板で10勝5敗、防御率5.52。低迷していた同チームをプレーオフ進出まで導いたことから、リーグMVPを受賞した。なお、シーズン終了後には、日本に戻ってプロ野球合同トライアウトを2度受験。さらに、千葉ロッテマリーンズの入団テストにも臨んだが、NPB球団から獲得の申し出はなかった。

### BCリーグ・石川時代
2008年に、BCリーグの石川ミリオンスターズに入団。リーグ戦では27試合の登板で、19完投、15勝（リーグ最多勝利）5敗1セーブ、防御率1.45という好成績を残した。奪三振数もリーグ新記録となった柳川洋平に次ぐ160を記録している。なお、シーズン終了後に再び12球団合同トライアウトに挑戦したが、またしてもNPBへの復帰を果たせずに終わった。
2009年には、石川に残留。リーグ戦では、前年を上回る17勝で、2年連続の最多勝利を記録した。同年11月には、再度ロッテの入団テストを受けたが不合格。
先発で登板した2013年9月11日の富山サンダーバーズ戦では、6回表1アウトまで投げたところで、BCリーグ史上初の1000投球回を達成した。
石川のエースとして長きに渡り現役を続けていたが、2014年限りで現役引退を決めた。
独立リーグでのプレーオフ通算成績は14勝2敗と勝負どころでは無類の強さを発揮し独立リーグ2度の日本一に貢献した。
日本の独立リーグで公式戦のみの記録では1シーズン72試合で200イニング超えを2度、1シーズン完投数19、1シーズン最多の17勝などその他数々の日本記録を残している。なお独立リーグ7年間での通算成績でも日本記録を残している。

### 引退後
2015年から埼玉西武ライオンズの打撃投手に就任することが決定した。

## 詳細情報

### 年度別投手成績
| 年 度     | 球 団     | 登 板 | 先 発 | 完 投 | 完 封 | 無 四 球 | 勝 利 | 敗 戦 | セ 丨 ブ | ホ 丨 ル ド | 勝 率 | 打 者 | 投 球 回 | 被 安 打 | 被 本 塁 打 | 与 四 球 | 敬 遠 | 与 死 球 | 奪 三 振 | 暴 投 | ボ 丨 ク | 失 点 | 自 責 点 | 防 御 率 | W H I P |
| --------- | --------- | ----- | ----- | ----- | ----- | -------- | ----- | ----- | -------- | ----------- | ----- | ----- | -------- | -------- | ----------- | -------- | ----- | -------- | -------- | ----- | -------- | ----- | -------- | -------- | ------- |
| 2004      | 巨人      | 2     | 0     | 0     | 0     | 0        | 0     | 0     | 0        | --          | ----  | 10    | 2.0      | 4        | 0           | 0        | 0     | 0        | 2        | 1     | 0        | 2     | 2        | 9.00     | 2.00    |
| 通算：1年 | 通算：1年 | 2     | 0     | 0     | 0     | 0        | 0     | 0     | 0        | --          | ----  | 10    | 2.0      | 4        | 0           | 0        | 0     | 0        | 2        | 1     | 0        | 2     | 2        | 9.00     | 2.00    |

### 記録
NPB
- 初登板：2004年10月9日、対広島東洋カープ28回戦（広島市民球場）、8回裏に3番手で救援登板・完了、1回2失点
- 初奪三振：同上、8回裏に森笠繁から空振り三振

### 独立リーグでの投手成績
BCL
| 年 度    | 球 団    | 登 板 | 完 投 | 勝 利 | 敗 戦 | セ 丨 ブ | 勝 率 | 打 者 | 投 球 回 | 被 安 打 | 被 本 塁 打 | 与 四 球 | 与 死 球 | 奪 三 振 | 暴 投 | ボ 丨 ク | 失 策 | 失 点 | 自 責 点 | 防 御 率 | 奪 三 振 率 | W H I P |
| -------- | -------- | ----- | ----- | ----- | ----- | -------- | ----- | ----- | -------- | -------- | ----------- | -------- | -------- | -------- | ----- | -------- | ----- | ----- | -------- | -------- | ----------- | ------- |
| 2008     | 石川     | 27    | 19    | 15    | 5     | 1        | .750  | 787   | 205.0    | 152      | 5           | 22       | 11       | 160      | 2     | 0        | 2     | 45    | 33       | 1.45     | 7.02        | 0.85    |
| 2009     | 石川     | 27    | 17    | 17    | 6     | 2        | .739  | 772   | 201.2    | 166      | 5           | 18       | 4        | 143      | 3     | 0        | 3     | 46    | 41       | 1.83     | 6.38        | 0.91    |
| 2010     | 石川     | 32    | 2     | 9     | 7     | 3        | .563  | 476   | 113.0    | 127      | 1           | 18       | 6        | 70       | 1     | 0        | 1     | 50    | 40       | 3.19     | 5.58        | 1.28    |
| 2011     | 石川     | 30    | 11    | 12    | 5     | 4        | .706  | 699   | 175.0    | 149      | 3           | 31       | 7        | 140      | 3     | 0        | 0     | 49    | 39       | 2.01     | 7.20        | 1.03    |
| 2012     | 石川     | 24    | 8     | 11    | 7     | 0        | .611  | 642   | 157.2    | 142      | 4           | 17       | 5        | 114      | 1     | 0        | 1     | 65    | 49       | 2.80     | 6.53        | 1.01    |
| 2013     | 石川     | 30    | 0     | 12    | 9     | 0        | .571  | 692   | 163.2    | 164      | 3           | 30       | 4        | 112      | 6     | 0        | 0     | 66    | 45       | 2.47     | 6.18        | 1.19    |
| 2014     | 石川     | 34    | 0     | 5     | 5     | 0        | .500  | 398   | 88.0     | 118      | 5           | 17       | 6        | 54       | 5     | 0        | 0     | 47    | 43       | 4.40     | 5.52        | 1.53    |
| BCL：7年 | BCL：7年 | 204   | 57    | 81    | 44    | 10       | .648  | 4466  | 1105.0   | 1018     | 26          | 153      | 43       | 793      | 21    | 0        | 7     | 368   | 290      | 2.36     | 6.46        | 1.06    |

- 各年度の赤太字はリーグ歴代最高、太字はリーグ最高

### 背番号
- 66 （2004年 - 2006年）
- 13 （2007年）
- 16 （2008年 - 2014年）
- 06 （2015年 - ）